# 卡姆亞尼察河 (烏日河支流)
卡姆亞尼察河（烏克蘭語：Кам'яниця），是烏克蘭的河流，位於該國西部，屬於烏日河的右支流，發源自诺沃塞利察西南面，流經外喀爾巴阡州，河道全長10公里，流域面積22.9平方公里。